# Théo Lopes
Théo Fabrício Nery Lopes dit Théo Lopes est un joueur brésilien de volley-ball né le 30 août 1983 à Brasilia (District fédéral). Il mesure 1,99 m et joue attaquant. Il est international brésilien.

## Clubs
| Club                   | De        | À         |
| ---------------------- | --------- | --------- |
| Minas Brasília         | 1999-2000 | 2001-2002 |
| Minas Belo Horizonte   | 2002-2003 | 2003-2004 |
| Canoas SC              | 2004-2005 | 2004-2005 |
| Bento Vôlei            | 2005-2006 | 2005-2006 |
| Canoas SC              | 2006-2007 | 2006-2007 |
| ADC São Bernardo       | 2007-2008 | 2007-2008 |
| Floripa Florianópolis  | 2008-2009 | 2008-2009 |
| Suntory Sunbirds Osaka | 2009-2010 | 2010-2011 |
| RJ Vôlei               | 2011-2012 | 2012-2013 |
| UPCN San Juan          | 2013-2014 | 2013-2014 |

## Palmarès

### Club et équipe nationale
- Championnat du monde (1)
  - Vainqueur : 2010
- Ligue mondiale (1)
  - Vainqueur : 2010
  - Finaliste : 2011
- Championnat d'Amérique du Sud (1)
  - Vainqueur : 2011
- Championnat d'Amérique du Sud des clubs (1)
  - Vainqueur : 2009
  - Finaliste : 2014
- Championnat du Brésil (2)
  - Vainqueur : 2009, 2013
- Championnat du Japon
  - Finaliste : 2011
- Coupe du Japon (1)
  - Vainqueur : 2010

### Distinctions individuelles
- Meilleur attaquant de la Ligue mondiale 2011